# Межзвёздный скиталец
«Странник по звёздам» (англ. The Star Rover), также «Межзвёздный скиталец», «Скиталец по звёздам» и «Смирительная рубашка» (в британском издании The Jacket), — роман американского писателя Джека Лондона, опубликованный в 1915 году.

## Сюжет
История рассказывается от первого лица заключённым тюрьмы Сан-Квентин (профессором агрономии Дэррелом Стэндингом), приговорённым к смертной казни. Долгое время Дэррел пробыл в одиночной камере, где многократно подвергался пыткам так называемой «смирительной рубашкой» — куском брезента, туго стягивающим всё тело по принципу шнуровки, вызывающим стенокардию.
Пытаясь смягчить испытываемые мучения, Стэндинг пробует метод «малой смерти» (своего рода состояние транса), подсказанный ему другим заключённым с помощью перестукивания. В результате он путешествует среди звёзд, а потом испытывает опыт многих своих прошлых воплощений. Описание путешествий по своим прошлым жизням представляет собой основной объём книги.

## Предпосылки
«Смирительная рубашка» действительно использовалась в Сан-Квентине в то время; её описания Джека Лондона были основаны на интервью с бывшим каторжником Эдом Морреллом, имя которого также использовалось для второстепенного персонажа романа. За участие в бандах, грабивших железные дороги Южной тихоокеанской компании в 1890-х годах, Моррел провёл 14 лет в тюрьмах Калифорнии (1894—1908), из них пять — в одиночной камере. Лондон добивался его помилования. После освобождения Моррел был частым гостем на ранчо писателя.

## Экранизации
- 1920 — The Star Rover
- 2005 — Пиджак (англ. The Jacket)[2]